# 最上町立最上中学校
最上町立最上中学校（もがみちょうりつ もがみちゅうがっこう）は、山形県最上郡最上町にある公立中学校。

## 概要
- 最上町の過疎化に伴い、町内にあった4つ中学校の生徒数が減少したことから、最上町役場など公共施設が集中する向町地区に統合中学校である最上中学校を開校した。

## 沿革
- 1986年（昭和61年）4月1日 - 最上町立瀬見中学校、 最上町立西中学校、 最上町立東中学校、 最上町立富沢中学校の4校が統合して最上町最上中学校が開校した。

## 学区
- 最上町全域[3]

## 生徒数
| 年度 | 男子 | 女子 | 計  |
| ---- | ---- | ---- | --- |
| 2012 | 134  | 110  | 244 |

## 所在地
- 山形県最上郡最上町大字向町760番地[2]

## 卒業生
- 曽根田千鶴（クロスカントリースキーオリンピック日本代表）

## 進学前小学校
- 最上町立大堀小学校[3]
- 最上町立向町小学校[3]